# Willem Paap
Willem Anthony Paap (Winschoten, 21 oktober 1856 – Zeist, 7 januari 1923) was een Nederlands advocaat en schrijver. Hij behoorde in 1885 tot de oprichters van het literair tijdschrift De Nieuwe Gids. Zijn sleutelroman Vincent Haman verscheen in 1898.

## Biografie
Willem Paap kwam uit een eenvoudig gezin. Zijn vader stierf vroeg. Hij kon daarom aanvankelijk niet studeren en werd onderwijzer. Met financiële hulp van zijn vriend Johannes Zürcher ging hij studeren in Amsterdam. Het aanvankelijke plan om de letteren als vak te kiezen liet hij varen, mede onder invloed van zijn vriend en leermeester Eduard Douwes Dekker (Multatuli), met wie hij correspondeerde:
"Alzoo voortaan: jur. stud.! Ik ben zeer blij, dat ge het besluit genomen hebt niet 'de letteren' als vak te kiezen. Het is geen vak! Om de letterkunde iets degelijks te leveren moet men er niet in doen".
Paap speelde bij de oprichting van De Nieuwe Gids een prominente rol. Het tijdschrift was de spreekbuis van de Tachtigers, een groep schrijvers en dichters die de literatuur wilde vernieuwen. Hij verliet de redactie na een jaar. Hoewel hij zich voor de oprichting van De Nieuwe Gids zeer had ingespannen, werd hij toch niet als Tachtiger beschouwd. Hans van Straten noemt hem zelfs een "Anti-Tachtiger".
In 1887 studeerde hij af en vestigde zich als advocaat te Amsterdam. Hij had in die tijd sterke socialistische sympathieën en verdedigde vervolgde socialisten. Na Douwes Dekkers overlijden kwam diens weduwe Mimi Hamminck Schepel bij Paap in huis wonen. Hij hielp haar met het uitgeven van de Brieven van Multatuli in tien delen.
Paap woonde enige jaren in Berlijn, keerde terug in Amsterdam en bracht zijn laatste levensjaren om gezondheidsredenen door in Zeist.

## Vincent Haman
De bekendste roman van Paap werd gepubliceerd in 1898 bij uitgeverij Versluys te Amsterdam. Een tweede druk verscheen tien jaar later. In 1936 verscheen een derde druk, met een inleiding door Menno ter Braak. In de Inleiding bij de derde druk constateert Ter Braak "met verbazing" dat het boek zo onbekend is gebleven. Het lijkt erop dat Ter Braak het boek aan de vergetelheid heeft ontrukt: nadien zijn nog enkele herdrukken verschenen, in 1954 en in 1966 als “Salamander” (Amsterdam: Querido). De 6e druk dateert van 1974.
Vincent Haman werd opgedragen aan de nagedachtenis van Multatuli. Het is een sleutelroman. Met de familie Haman wordt de Nederlandse letterkunde aangeduid. "Het familieverband wordt door Paap gebruikt als een middel om de onderlinge gezelligheid nog sterker te accentueren".. Voor Ambrosius Haman heeft Willem Bilderdijk model gestaan. Joris Haman lijkt geïnspireerd door J.J.A. Goeverneur, Gabriël Haman wellicht door Jacob van Lennep, Stephanie Haman door Anna Bosboom-Toussaint en Godevaert Haman door Allard Pierson en Joseph Alberdingk Thijm.
In de hoofdpersoon Vincent Haman, "de virtuoos, de aestheet par excellence" herkent men de schrijver Lodewijk van Deyssel. Prof. Luzac gaat terug op dr. S.A. Naber (1823-1913). Wie model gestaan heeft voor zijn dochter, Esther Luzac, wil Ter Braak niet onthullen. Joris Haman, de zoon van Gabriël, gaat terug op Jacob Nicolaas van Hall. Vanzelfsprekend heeft De Nieuwe Gids model gestaan voor "De Nieuwe Revue". Van de kring rond de Nieuwe Revue zijn Floris van Weele (Frank van der Goes) en vooral Moree (Willem Kloos) het vermelden waard. Ter Braak herkent nog een groot aantal andere personen uit de roman in de letterkundige geschiedenis.
Vincent Haman was weliswaar een sleutelroman, maar het was, volgens Ter Braak – en ook volgens Paap in zijn voorwoord bij de 2e druk – meer dan dat. "Het beste bewijs daarvoor is, dat wij, die ons nog slechts vaag interesseren voor de gebeurtenissen van die dagen, Paap's personages herkennen als levende wezens! Men herdrukt deze roman niet als litterair-historisch document (of liever: als zodanig pas op de tweede plaats), maar als boek voor de lezer”. Vooral hierin moet de verklaring worden gezocht voor het feit dat de roman ook nu soms nog gelezen wordt.

## Over W. A. Paap
- Menno ter Braak: Inleiding bij Vincent Haman (3e druk). Amsterdam: Querido, 1936. pag. 7 - 21
- Barend de Goede: Willem Paap: het paard van Troje. Utrecht: Bruna, 1946
- Willem Kloos: recensie van Vincent Haman in DNG Nieuwe Reeks 4e jrg. 1899
- Dr. J. Meijer: Willem Anthony Paap, Zeventiger onder de Tachtigers. 1959

## Voetnoten
1. ↑  Douwes Dekker in een brief van 25 maart 1882 aan Paap (geciteerd bij Menno ter Braak: Inleiding bij W. A. Paap – Vincent Haman (6e druk, Amsterdam : Querido, 1974, p. 9))
2. ↑  van Straten, Hans - Toen bliezen de poortwachters; proza en poëzie van 1880 tot 1920. Salamander 304, Amsterdam; Querido, 1972, p. 56
3. ↑  ter Braak, Menno – Inleiding bij Vincent Haman (3e druk). Amsterdam: Querido, 1936, p. 17
4. ↑  id., p. 18
5. ↑  id., p. 13

- Biografisch Portaal: 18802815
- Digitale Bibliotheek voor de Nederlandse Letteren: paap002
- Gemeinsame Normdatei: 172482097
- International Standard Name Identifier: 0000 0000 6702 7591
- Library of Congress Control Number: no2008069497
- Nationale Bibliotheek van Tsjechië: xx0301530
- Nationale Bibliotheek van Israël: 987007304649405171
- Nederlandse Thesaurus van Auteursnamen: 068477333
- Virtual International Authority File: 71200793
- WorldCat: E39PBJk4CbdC8r6M6CKjb7bGHC